# تملیه
تملیه (سلسله)، روستایی از توابع بخش فیروزآباد شهرستان سلسله در استان لرستان ایران است. زبان مردم این روستا لکی و مذهب آنان شیعه است.
تپه پاچیا که مربوط به دوران‌های تاریخی پس از اسلام است در این روستا قرار دارد. این تپه تاریخی، به عنوان یکی از آثار ملی ایران با شماره ثبت ۴۰۶۸ به ثبت رسیده است.

## جمعیت
این روستا در دهستان فیروزآباد قرار دارد و بر اساس سرشماری مرکز آمار ایران در سال ۱۳۹۵، جمعیت این روستا ۱۱۱۴ نفر بوده که ۵۶۵ نفر مرد و ۵۴۹ نفر زن بوده اند. این در حالی است که جمعیت این روستا در مقایسه با سرشماری سال ۱۳۸۵ ، ۲۲۶ نفر کاهش داشته است.روستای تملیه ۳۳۳ خانوار دارد.